# 어도어 (기업)
어도어(ADOR)는 대한민국의 연예 기획사다. 모회사인 하이브가 2021년에 쏘스뮤직을 물적분할하여 설립했다. 

## 역사
모회사인 하이브가 2021년 11월 12일에 쏘스뮤직을 물적분할하여 설립했고, 하이브가 자본금 154억원을 출자해 만든 레이블이다. 하이브는 민희진을 대표로 임명했다. 2022년 8월 1일에 어도어의 첫 걸그룹인 NewJeans가 데뷔했다. 
2024년 8월 27일 어도어 이사회를 통해 김주영 대표를 선임했다.

## 소속 연예인
| 소속 연예인 | 직업   | 구성원                         | 데뷔                         |
| ----------- | ------ | ------------------------------ | ---------------------------- |
| NewJeans    | 아이돌 | 민지, 하니, 다니엘, 해린, 혜인 | 2022년 7월 22일《Attention》 |

## 디스코그래피
- 2022년 8월 1일 NewJeans - New Jeans
- 2022년 12월 19일 NewJeans - [Digital Single] Ditto[3]
- 2023년 1월 2일 NewJeans -  [Digital Single] OMG
- 2023년 4월 3일 NewJeans - [Digital Single] Zero
- 2023년 5월 17일 다니엘 - [Digital Single] 저곳으로 (인어공주)
- 2023년 5월 31일 NewJeans - [Digital Single] Be Who You Are
- 2023년 6월 21일 NewJeans - [Digital Single] Zero (J.I.D Remix)[4]
- 2023년 7월 7일 NewJeans - [Digital Single] Super Shy[5]
- 2023년 7월 21일 NewJeans - Get Up
- 2023년 9월 1일 NewJeans - 너의 시간 속으로 OST
- 2023년 10월 4일 NewJeans - [Digital Single] 2023 리그 오브 레전드 월드 챔피언십 주제곡[6]
- 2023년 11월 24일 NewJeans - 마이 데몬 OST Part.1
- 2023년 12월 19일 NewJeans - NJWMX
- 2024년 5월 24일 NewJeans - [Digital Single] How Sweet
- 2024년 6월 21일 NewJeans - [Japan Digital Single] Supernatural